# Atratomorpha descampsi
Atratomorpha descampsi is een insect uit de orde Phasmatodea en de  familie Pseudophasmatidae. De wetenschappelijke naam van deze soort is voor het eerst geldig gepubliceerd in 2011 door Conle, Hennemann & Gutiérrez.